# 마이멘싱주

마이멘싱주

마이멘싱주(벵골어: ময়মনসিংহ বিভাগ)는 방글라데시 북부에 위치한 주로 주도는 마이멘싱이며 면적은 10,485km2, 인구는 11,370,000명(2011년 기준)이다.
2015년 9월 14일에 다카주에서 분리되어 신설되었다. 북쪽으로는 인도 메갈라야주, 북서쪽으로는 랑푸르주, 서쪽으로는 라지샤히주, 남쪽으로는 다카주, 동쪽으로는 실렛주와 접한다. 4개 구(자말푸르구, 마이멘싱구, 네트로코나구, 셰르푸르구)를 관할한다.